# Agua Caliente, Ocampo
Agua Caliente är en ort i Mexiko.   Den ligger i kommunen Ocampo och delstaten Chihuahua, i den nordvästra delen av landet, 1 300 km nordväst om huvudstaden Mexico City. Agua Caliente ligger 758 meter över havet och antalet invånare är 121.
Terrängen runt Agua Caliente är bergig åt nordost, men åt sydväst är den kuperad. Agua Caliente ligger nere i en dal. Runt Agua Caliente är det mycket glesbefolkat, med 4 invånare per kvadratkilometer. Närmaste större samhälle är Ocampo, 18,9 km norr om Agua Caliente. I omgivningarna runt Agua Caliente växer huvudsakligen savannskog.